# Grande Prêmio de Isbergues
O Grande Prêmio de Isbergues (oficialmente: GP d'Isbergues-Pas de Calais) é uma competição de ciclismo profissional francesa, que se disputa em Isbergues (departamento de Pas-de-Calais) e seus arredores, no mês de setembro de cada ano.
Disputa-se ininterruptamente desde 1947. E desde a criação dos Circuitos Continentais UCI em 2005 faz parte do UCI Europe Tour, enquadrado na categoria 1.1. Também é puntuable para a Copa da França de Ciclismo.
Esta prova tem lugar no terceiro domingo de setembro de cada ano, e a cidade de Isbergues é o ponto de partida e de chegada.

## Palmarés
| Ano  | Vencedor             | Segundo                 | Terceiro                   |
| ---- | -------------------- | ----------------------- | -------------------------- |
| 1947 | Eugène Dupuis        | Alphonse De Vreese      | Louis Déprez               |
| 1948 | Eugène Dupuis        | Paul Godevelle          | Francis Delepière          |
| 1949 | Paul Delerue         | Jacques Godin           | Maurice Palin              |
| 1950 | José Beyaert         | Raoul Ben               | Paul Salomé                |
| 1951 | Henri Duhamel        | Roland Chapuis          | Eugène Dupuis              |
| 1952 | César Marcelak       | Albert Platel           | Alain Léocat               |
| 1953 | Paul Taildeman       | Michel Vuylsteke        | César Marcelak             |
| 1954 | Jef Planckaert       | Roland Callebout        | Lucien Demunster           |
| 1955 | Alfred Kain          | Roger Chupin            | Édouard Klabinski          |
| 1956 | Seamus Elliott       | René Fournier           | Gilbert Scodeller          |
| 1957 | Willy Truye          | César Marcelak          | Camille Huyghe             |
| 1958 | Maurice Meuleman     | Raymond Denutte         | Joseph Boudon              |
| 1959 | Jean-Claude Annaert  | Maurice Meuleman        | René Fournier              |
| 1960 | Jozef Schils         | Michel Stolker          | André Noyelle              |
| 1961 | Jo de Haan           | Henri De Wolf           | Roger Quevat               |
| 1962 | Laurent Christiaens  | André Messelis          | Gustaaf De Smet            |
| 1963 | Clément Roman        | Bas Maliepaard          | Marcel Seynaeve            |
| 1964 | Frans Melckenbeeck   | Camille Le Menn         | Willy Van Den Eynde        |
| 1965 | Willy Bocklant       | Frans Aerenhouts        | Noël Van Clooster          |
| 1966 | Jean Stablinski      | Walter Godefroot        | Daniel Van Ryckeghem       |
| 1967 | Paul In 't Ven       | Emile Coppens           | Willy In 't Ven            |
| 1968 | Willy In 't Ven      | Eddy Peelman            | Willy De Geest             |
| 1969 | Jan Janssen          | Noël Vantyghem          | Joseph Deschoenmaecker     |
| 1970 | Jean Jourden         | André Dierickx          | Ronald De Witte            |
| 1971 | Daniel Van Ryckeghem | Billy Bilsland          | Ronny Vanmarcke            |
| 1972 | Marc Demeyer         | Eric Leman              | Jacques Botherel           |
| 1973 | Roger Rosiers        | Willy Van Neste         | André Mollet               |
| 1974 | Bernard Bourreau     | René Dillen             | Bernard Draux              |
| 1975 | Joop Zoetemelk       | Lucien Van Impe         | Bernard Hinault            |
| 1976 | Yvon Bertin          | Jean-Jacques Fussien    | André Mollet               |
| 1977 | Joop Zoetemelk       | Eddy Merckx             | Sven-Åke Nilsson           |
| 1978 | Daniel Gisiger       | Jacques Bossis          | Bernard Vallet             |
| 1979 | Serge Perin          | Christian Muselet       | Jean-Philippe Pipart       |
| 1980 | Etienne De Wilde     | Graham Jones            | Christian Jourdan          |
| 1981 | André Chalmel        | Francis Castaing        | Ferdi Van Den Haute        |
| 1982 | Sven-Åke Nilsson     | Jean-François Chaurin   | Jean-François Rault        |
| 1983 | Sean Kelly           | Jean-Luc Vandenbroucke  | Jean-Philippe Vandenbrande |
| 1984 | Kim Andersen         | Bruno Wojtinek          | Sean Kelly                 |
| 1985 | Adri van der Poel    | Gilbert Duclos-Lassalle | Etienne De Wilde           |
| 1986 | Teun van Vliet       | Gilbert Duclos-Lassalle | Gert-Jan Theunisse         |
| 1987 | Allan Peiper         | Gérard Rué              | Walter Dalgal              |
| 1988 | Jan Goessens         | Johan Museeuw           | Michel Dernies             |
| 1989 | Sammie Moreels       | Peter de Clercq         | Martial Gayant             |
| 1990 | Frédéric Moncassin   | Johan Museeuw           | Nico Verhoeven             |
| 1991 | Jacky Durand         | Jan Mattheus            | Kim Andersen               |
| 1992 | Phil Anderson        | Stéphane Hennebert      | Bruno Cornillet            |
| 1993 | Jaan Kirsipuu        | Eddy Seigneur           | Paul Haghedooren           |
| 1994 | Wilfried Nelissen    | Sean Yates              | Philippe Bouvatier         |
| 1995 | Frank Corvers        | Gilbert Duclos-Lassalle | Sammie Moreels             |
| 1996 | Mario Aerts          | Magnus Bäckstedt        | Erik Breukink              |
| 1997 | Magnus Bäckstedt     | Søren Petersen          | Lauri Aus                  |
| 1998 | Stéphane Cueff       | Frank Høj               | Jo Planckaert              |
| 1999 | Lauri Aus            | Geert Verheyen          | Frédéric Guesdon           |
| 2000 | Peter Van Petegem    | Chris Peers             | Frédéric Guesdon           |
| 2001 | Peter Van Petegem    | Chris Peers             | Nico Mattan                |
| 2002 | Cédric Vasseur       | Ludovic Capelle         | Mark Scanlon               |
| 2003 | Jans Koerts          | Franck Renier           | Cédric Vasseur             |
| 2004 | Ludovic Capelle      | Frédéric Guesdon        | Cezary Zamana              |
| 2005 | Niko Eeckhout        | Stefan van Dijk         | Robbie McEwen              |
| 2006 | Cédric Vasseur       | Philippe Gilbert        | Frédéric Guesdon           |
| 2007 | Martin Elmiger       | Andy Cappelle           | Sébastien Chavanel         |
| 2008 | William Bonnet       | Wesley Sulzberger       | Chris Anker Sørensen       |
| 2009 | Benoît Vaugrenard    | Luca Mazzanti           | Ivan Rovny                 |
| 2010 | Aleksejs Saramotins  | Denis Galimzyanov       | Romain Feillu              |
| 2011 | Jonas Aaen Jørgensen | Stuart O'Grady          | Robert Wagner              |
| 2012 | John Degenkolb       | Kenny van Hummel        | Stéphane Poulhiès          |
| 2013 | Arnaud Démare        | John Degenkolb          | Jean-Pierre Drucker        |
| 2014 | Arnaud Démare        | Yauheni Hutarovich      | Heinrich Haussler          |
| 2015 | Nacer Bouhanni       | Michal Kolář            | Shane Archbold             |
| 2016 | Kristoffer Halvorsen | Romain Feillu           | Baptiste Planckaert        |
| 2017 | Benoît Cosnefroy     | Pierre Gouault          | Alan Riou                  |
| 2018 | Philippe Gilbert     | Christophe Laporte      | Florian Sénéchal           |
| 2019 | Mads Pedersen        | John Degenkolb          | Christophe Laporte         |
| 2020 | Nacer Bouhanni       | Romain Cardis           | Timothy Dupont             |
| 2021 | Elia Viviani         | Tim Merlier             | Alberto Dainese            |
| 2022 | Arnaud Démare        | Marc Sarreau            | Edward Theuns              |
| 2023 | Matteo Moschetti     | Mads Pedersen           | Arnaud Démare              |
| 2024 | Arvid de Kleijn      | Laurence Pithie         | Gerben Thijssen            |
| 2025 |                      |                         |                            |

## Palmarés por países
| País          | Vitórias |
| ------------- | -------- |
| Bélgica       | 25       |
| França        | 22       |
| Países Baixos | 6        |
| Dinamarca     | 3        |
| Irlanda       | 2        |
| Suíça         | 2        |
| Austrália     | 2        |
| Estónia       | 2        |
| Áustria       | 1        |
| Suécia        | 1        |
| Letônia       | 1        |
| Alemanha      | 1        |
| Noruega       | 1        |